# Omala
Omala (in greco Ομαλά?) è una ex comunità della Grecia nella periferia delle Isole Ionie (unità periferica di Cefalonia) con 1 053 abitanti secondo i dati del censimento 2001.
È stata soppressa a seguito della riforma amministrativa, detta Programma Callicrate, in vigore dal gennaio 2011 ed è ora compresa nel comune di Cefalonia.